# París-Roubaix 1898
La 3ª edición de la París-Roubaix tuvo lugar el 10 de abril de 1898 y fue ganada por segunda vez por el francés Maurice Garin. La prueba contó con 268 kilómetros y la media de velocidad fue de 32.599km/h. La salida contó con 35 corredores profesionales y sólo 18 fueron clasificacos.

## Clasificación final
| Posición | Ciclista          | Equipo | Tiempo       |
| -------- | ----------------- | ------ | ------------ |
| 1        | Maurice Garin     | -      | 8h 13' 15"   |
| 2        | Auguste Stephane  | -      | + 28' 00"    |
| 3        | Edouard Wattelier | -      | + 33' 52"    |
| 4        | Jean Bertin       | -      | + 46' 26"    |
| 5        | Charles Meyer     | -      | + 1h 12' 59" |
| 6        | Rodolfo Muller    | -      | + 1h 31' 31" |
| 7        | Gaston Herrinck   | -      | + 2h 00' 35" |
| 8        | Jules Cordier     | -      | + 2h 08' 16" |
| 9        | Liegeois          | -      | + 2h 33' 01  |
| 10       | François Monachon | -      | + 2h 39' 05" |